# Futsal Cornedo
L'Associazione Sportiva Dilettantistica Futsal Cornedo è una squadra italiana di calcio a 5 con sede a Cornedo Vicentino.

## Storia

### Le origini e i campionati nazionali
Fondata nel 1986 con il nome di Società Sportiva Cornedo Sport, nei primi anni di vita la squadra è stata allenata nel Campionato Regionale di Serie C dallo stesso presidente Emanuele Gonzato.
Nella stagione 1995/96 il Cornedo retrocede in serie C2 ma già la stagione successiva risale di categoria e vi rimane fino alla stagione 2001/02 quando viene ripescato in serie B nazionale. Il Cornedo Sport cambia quindi denominazione, divenendo Unichimica Cornedo alla guida dell'ex allenatore del Treviso Salvatore Ticli. La prima stagione in serie B si rivela alquanto faticosa e la società riesce a salvarsi solamente ai play-out. Nella stagione 2003/04 la guida tecnica della squadra passa nelle mani di Salvatore Langè che porta la squadra ai play-off. Il ripescaggio permette al Cornedo di giocare la stagione successiva nella serie cadetta.
Come Unichimica Cornedo, nella stagione 2004/05 ottiene il terzo posto in campionato, la semifinale play-off e la qualificazione per la final four di Coppa Italia. La successiva stagione, quella del 2005/2006, ingaggia un lungo duello per la vittoria nel girone A con il Cesena, ma sono proprio i romagnoli a vincere il campionato, relegando i vicentini ad una nuova e sfortunata tornata di play-off. La stagione 2006/07, la prima in serie A2 senza lo storico capitano Stefano Frizziero, vede la squadra centrare una meritata salvezza con due giornate sulla fine della regular season, al termine di un'annata travagliata. Al termine della stagione la decisione del presidente Emanuele Gonzato e dei suoi più stretti collaboratori di concentrarsi anima e corpo sul settore femminile e su quello giovanile.

### La seconda fondazione
Nella stagione 2007-08 hanno partecipato ai rispettivi campionati di categoria la prima squadra femminile di Serie A, la juniores femminile, due squadre di allievi, gli esordienti, i pulcini, e i piccoli amici: in totale ben 7 squadre giovanili. Di pari passo a questo progetto è nata l'ASD Gonzato Cornedo, del presidente Mauro Gonzato, che è stata iscritta al campionato di Serie C2 al posto dell'ex Nogarole. Quest'ultima, nel suo primo anno di partecipazione al campionato regionale, ha lottato nelle prime posizioni ed ha chiuso al settimo posto con l'obiettivo di tentare la scalata alla Serie C1 nella stagione 2008-09: inoltre ha iscritto al campionato una squadra Allievi. Ha dato soddisfazioni la squadra femminile, che si è salvata con quattro giornate d'anticipo sulla fine della regular season. La stagione 2008-09 ha rappresentato un'annata da incorniciare, nella quale tutte le formazioni bluamaranto hanno giocato al vertice dei rispettivi campionati. La Serie A Femminile allenata da Roberto Quaranta, arrivata alla finale per il titolo regionale poi vinto e classificandosi al quinto post alle Final eight di Cercola con una sola sconfitta contro la squadra di casa poi laureatasi campione d'Italia e alla finale di Coppa Italia, la Serie C2, che dopo il secondo posto in campionato ha ottenuto la storica promozione in Serie C1 nei play off, gli Allievi (che hanno terminato al secondo posto la loro stagione) e gli Esordienti (vincitori del Campionato Primaverile e di quello Autunnale, oltre che del Torneo organizzato nella Festa Finale del Settore Giovanile e Scolastico), con un notevole incremento delle iscrizioni nelle categorie di base di Pulcini e Piccoli Amici. Nella stagione 2009/2010 la prima squadra, dopo un inizio difficile, ma con un girone di ritorno pressoché perfetto, si aggiudica un posto per i playoff promozione di serie C1, vincendo in finale con il Dibiesse Miane(TV), arrivando così anche alla Finale per un posto in serie B, perdendo contro il Bresso. Si aggiudica poi sul campo la Coppa Italia veneta ma poi viene tolta causa il problema di un tesseramento errato. La squadra juniores stravince il suo campionato vincendo tutte le partite dimostrando un ottimo gioco e mettendo in luce gli ottimi ragazzi del vivaio. La femminile si aggiudica il campionato e il conseguente accesso alla final eight e il diritto di disputare la finale di supercoppa regionale, poi vinta contro le Lupe. È stata una cavalcata entusiasmante quella della stagione 2009-10 per il Gonzato Cornedo, che ha sfiorato la promozione in Serie B arrivando fino alla finalissima nazionale. Un percorso quasi perfetto che ha saputo coinvolgere quanto mai la città e che ha regalato spettacolo ed emozioni vere al pubblico di fede bluamaranto.
Con l'obiettivo di proseguire sulla strada tracciata è stata allestita la squadra in vista del campionato 2010-11, il secondo consecutivo in Serie C1. A rinforzare la rosa giungono l'ex Marco Peron, Alberto Urbani, Matteo Campanaro e Federico Cracco. La società assume la denominazione Real Cornedo C5.
Come vice allenatore, al fianco del confermato mister Stefani, arriva da Verona Alessandro Donisi, con il compito di fare da collante tra la prima squadra e la Juniores, alcuni dei quali giovani vengono inseriti stabilmente in prima squadra.
La squadra arriva ad un passo dalla seconda finale consecutiva di Coppa, battuta solo ai rigori dal quotato Vicenza. La formazione femminile si aggiudica la Supercoppa Veneta.

### La parentesi con l'Atletico Arzignano e la terza fondazione
Nell'estate del 2012 si registra la fusione tra il Real Cornedo e l'Atletico Arzignano con la dichiarata volontà di intraprendere un progetto mirato alla valorizzazione e allo sviluppo dei giovani della zona attraverso un percorso condiviso di crescita.
Il neonato Atletico Arzignano Cornedo giocava le partite interne al PalaTezze di Arzignano e come colori sociali aveva adottato il rosso e il verde per rappresentare entrambe le società. Nella stagione 2012-13 la squadra disputa e vince da neopromossa il proprio girone di serie B, ma per ragioni organizzative non si iscrive al campionato di serie A2, terminando di fatto l'attività sportiva. Il vuoto lasciato in città dalla scomparsa della formazione verderossa è colmato durante l'estate dalla nascita del Futsal Cornedo, che riprende la storica colorazione bluamaranto e avvia un progetto mirato alla valorizzazione dei ragazzi del settore giovanile. La società, nata grazie al cambio di denominazione di quello che è stato in passato il Futsal Monte di Malo del presidente Mario Marchioro, presenta immediatamente domanda di ripescaggio al Comitato Regionale Veneto, venendo iscritta al campionato di serie C2 regionale. Al termine della stagione, la scelta di affrontare il campionato con una rosa giovanissima dà i suoi risultati ed il Futsal Cornedo ottiene la promozione in serie C1 vincendo il proprio girone di serie C2; un successo contornato dai brillanti piazzamenti nei playoff della formazione Under21 e dalla promozione in élite attraverso i playoff della formazione Juniores.

## Statistiche e record
Si riportano di seguito le partecipazioni ai campionati nazionali disputati dalla società.
| Livello | Categoria | Partecipazioni | Debutto   | Ultima stagione |
| ------- | --------- | -------------- | --------- | --------------- |
| 2º      | Serie A2  | 3              | 2004-2005 | 2006-2007       |
| 3°      | Serie B   | 9              | 2002-2003 | 2022-2023       |